# Мегаомметр
Мегаомме́тр (от мега- и омметр; устар. мегомме́тр, мего́метр; проф. жарг. ме́ггер) — электроизмерительный прибор, предназначенный для измерения больших значений сопротивлений. Отличается от омметра тем, что при измерении сопротивления в измеряемую цепь обычно подаётся относительно высокое напряжение (в большинстве моделей — 100, 500, 1000 или 2500 вольт).
Имеется два типа мегаомметров — индукторный и безиндукторный. В индукторных приборах для получения испытательных высоких напряжений используется встроенный электромеханический генератор (индуктор) постоянного напряжения с ручным приводом от рукоятки, работающий по принципу динамо-машины, что исключает необходимость подключения его к сети и обеспечивает высокую мобильность и удобство. В безындукторных мегаомметрах в качестве источника постоянного высокого испытательного напряжения применяется электронный инвертор с выпрямителем, питаемый от встроенных в прибор аккумуляторов или сменных гальванических элементов.
В качестве индикатора в индукторных мегаомметрах применяются стрелочные логометры, в безындукторных (электронных) — магнитоэлектрический прибор, либо ЖКИ.
Обычно мегаомметр используется для измерения сопротивления изоляции силовых кабелей, электрических разъёмов, межобмоточного сопротивления трансформаторов, изоляции обмоток электрических машин и других устройств, а также для измерения поверхностных и объёмных сопротивлений изоляционных материалов (диэлектриков).
По измеренным сопротивлениям вычисляют коэффициенты абсорбции (увлажненности) и поляризации (старения изоляции).
Достоинством индукторных (механических) мегаомметров является полная автономность и независимость от источников питания. Достоинством многих современных моделей безындукторных (электронных) — возможность автоматического вычисления коэффициента абсорбции, наличие регистров памяти, широкий диапазон установок испытательного напряжения и др.

## Измерение мегаомметром сопротивления изоляции

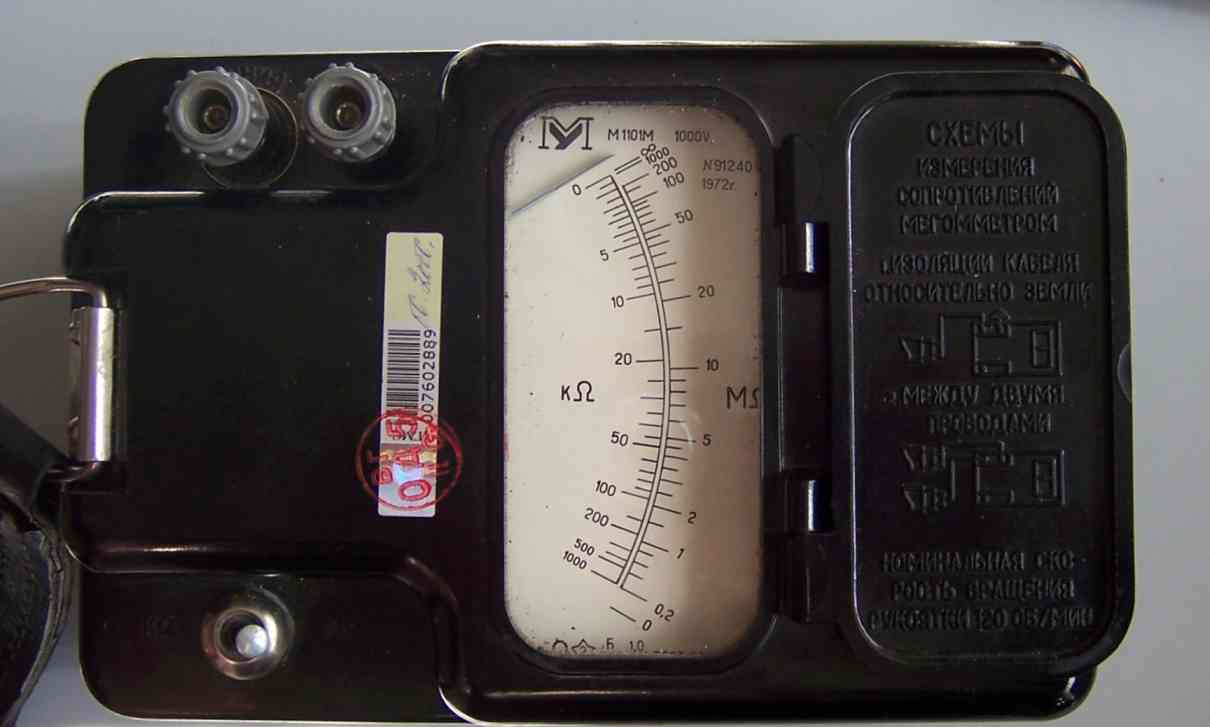
Мегаомметр М1101М.

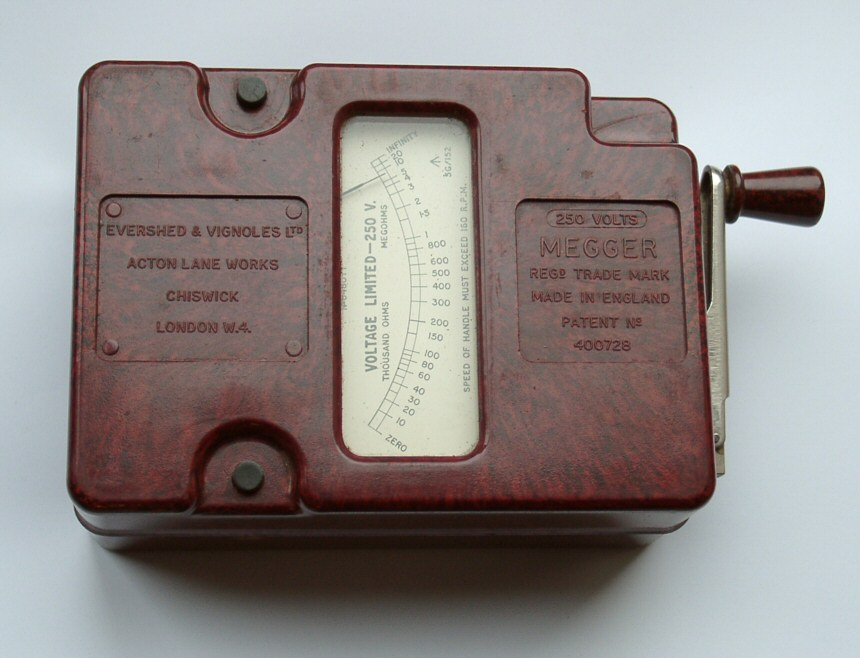
Мегаомметр с ручным приводом генератора напряжения.

Сопротивление изоляции характеризует её состояние в данный момент времени и может изменяться от влияния внешних условий, так как зависит от ряда факторов, основными влияющими факторами являются температура и влажность изоляции в момент проведения измерения.
В ГОСТ 183-74 нормы на допустимое минимальное сопротивления изоляции не нормируются, так как абсолютных критериев минимально допустимого сопротивления изоляции не существует. Они обычно устанавливаются в стандартах на конкретные виды машин или в технических условиях на изделия или материалы с обязательным указанием температуры, при которой должны проводиться измерения, и методики пересчета измеренного сопротивления, приведенного к стандартным условиям, если измерения проводились при иной температуре обмоток.
Измерение сопротивления изоляции обмоток устанавливает возможность проведения испытаний изоляции рабочим высоким напряжением без риска электрического пробоя исправной, но имеющей повышенную влажность изоляции.
Измерения проводятся мегаомметром, испытательное напряжение которого выбирается в зависимости от номинального рабочего напряжения испытуемой изоляции. Для устройств с номинальным напряжением до 500 В (660) В применяют мегаомметры на 500 В, для устройств с напряжением до 3000 В — мегаомметры на 1000 В, для устройств с номинальным напряжением 3000 В и более — мегаомметры на 2500 В и выше.
О степени увлажнённости изоляции судят не только по значению сопротивления в момент измерения, но и по характеру изменения показания мегаомметра в процессе измерения, которое обычно проводят в течение 1 мин. При этом запись показаний прибора производят спустя 15 с после подачи испытательного напряжения (время достаточное для установления показаний), это сопротивление обозначается R15" и в конце измерения — через 60 с после начала — обозначение R60". Отношение этих показаний R60"/R15" называют коэффициентом абсорбции (КА). Его значение определяет отношение тока поляризации к току утечки через диэлектрик — изоляцию обмотки. При влажной изоляции КА близок к 1. При сухой изоляции величина R60" на 30—50 % больше, чем величина R15".
Мегаомметром измеряется также сопротивление изоляции термопреобразователей, встроенных в электрические машины, и сопротивление изоляции проводов, соединяющих термопреобразователи с внешними зажимами.
Сопротивление изоляции термопреобразователей измеряется относительно корпуса устройства и относительно обмоток машины. Эта изоляция не предназначена для работы при высоких напряжениях обмоток машины, поэтому измерение её сопротивления должно проводиться прибором с номинальным напряжением не выше 250 В.
Помимо сопротивления изоляции обмоток при проведении испытаний на месте установки машины измеряют также сопротивление изоляции подшипников, которая устанавливается для предотвращения протекания токов подшипников машинах со стояковыми подшипниками[прояснить].
Таким образом, сопротивление изоляции разных обмоток одной и той же машины, имеющих разное номинальное напряжение, например обмоток статора и ротора синхронного двигателя, нужно измерять разными мегаомметрами с различными номинальными напряжениями, либо мегаомметром с переключаемым испытательным напряжением.